# Џозеф Фајнс
Џозеф Твислтон Вајкем Фајнс (енгл. Joseph Twisleton Wykeham Fiennes; 27. мај 1970) је енглески позоришни и филмски глумац, познат по улогама Вилијама Шекспира у америчко-британској романтичној комедији Заљубљени Шекспир из 1998. и Мартина Лутера у филму америчко-немачком филму Лутер из 2003. године, те Мерлина у ирско-канадско-британској фантастично-историјској серији Камелот из 2011. године.

## Детињство, младост и породица
Џозеф Фајнс је рођен 1970. године у Солсберију, као син енглеског фотографа Марка Фајнса и ирско-британске списатељице Џенифер „Џини“ Леш. Најмлађи је од шест браће и сестара. Фајнс се кратко школовао у Ирској, а затим остатак школовања наставља у Енглеској. Под утицајем мајке, одгојен је у римокатоличком духу.

## Каријера
Као глумац дебатује 1993. у Вестендском позоришту, и то у представи „Жена у црном“, док ће му наредна битна улога бити у представи „Месец на селу“ из 1994, док ће прву филмску улогу добити 1996. у филму Украдена лепота. 1998. глумиће у биографском филму Елизабета, да би те исте године добио главну улогу у филму Заљубљени Шекспир, који ће бити награђен са пет оскара. 2001. снима филм Непријатељ пред вратима, затим 2003. је тумачио главну улогу у филму Лутер, док ће се 2006. појавити у филму „Дарвинове награде“, такође у главној улози.